# Kazachi (Korenovsk, Krasnodar)
Kazachi (del ruso: Казачий) es un jútor del raión de Korenovsk del krai de Krasnodar, en Rusia. Está situado en la orilla izquierda del río Kirpili, 9 km al sur de Korenovsk y 50 al norte de Krasnodar, la capital del krai.  Tenía 1 161 habitantes en 2010.
Pertenece al municipio Platnírovskoye.